# Carcinogeen
Een stof kan carcinogeen of kankerverwekkend zijn. Dat betekent dat wanneer men in contact met de stof komt, dit kanker kan veroorzaken. Hoe kankerverwekkender de stof en hoe meer en intensiever het contact, hoe groter de kans is dat men daadwerkelijk kanker krijgt. Contact kan worden ingedeeld in huidcontact, inademing, contact met slijmvliezen, inname en contact met open wonden. Het gevaar bij elk van deze contacten hangt af van de stof en het mechanisme waardoor de stof kanker kan verwekken.
De carcinogeniteit van stoffen wordt door verschillende organisaties ingedeeld. Bijvoorbeeld door het Internationaal Agentschap voor Kankeronderzoek en de Europese classificatie van carcinogenen.